# Хомяков, Фёдор Васильевич
Фёдор Васильевич Хомяко́в (1886 — ?) — советский изобретатель и рационализатор.

## Биография
С 1903 году работал на обувной фабрике «Скороход».
Участвовал в революционном и стачечном движении. В 1915 году за организацию «итальянской» забастовки был уволен с фабрики и выслан из Петрограда. Вернулся после Октябрьской революции по приглашению рабочих.
В 1918—1919 годах — первый советский директор фабрики «Скороход». Потом работал инженером-технологом.
В 1934—1938 годах главный инженер обувного объединения М. И. Магид, химик И. А. Вейнберг, конструктор В. Т. Зуев, технолог Ф. В. Хомяков создали технологию горячей вулканизации.
В 1938 году «Скороход» начал производство обуви по новому методу.
Благодаря методу горячей вулканизации процесс изготовления обуви сократился на 25 операций, а качество улучшилось.
Соавтор изобретения «Пресс-форма для горячей вулканизации низа обуви» (1955)

## Награды и премии
- Сталинская премия третьей степени (1946) — за коренное усовершенствование технологии производства обуви, обеспечившее значительное увеличение выпуска продукции, рост производительности труда и снижение себестоимости